# ジョイン・トゥゲザー
「ジョイン・トゥゲザー」（Join Together）は、イギリスのロック・バンド、ザ・フーが1972年にシングルとして発表した楽曲。スタジオ・アルバムには未収録となった。また、1990年にはライヴ・ヴァージョンがシングルとして発売されている。

## 背景
ピート・タウンゼントは1971年より『ライフハウス』というロック・オペラの構想を練っており、本作は『ライフハウス』のための新曲として作られた。タウンゼントが2000年に発売した6枚組CDボックス・セット『Lifehouse Chronicles』には、本作のデモ・ヴァージョンも収録されている。レコーディングではジュース・ハープ、ハーモニカ、シンセサイザーといった楽器が導入され、ボーカリストのロジャー・ダルトリーは後に『アンカット』誌のインタビューで「シングルにぴったりの、良いエナジーがある曲だと思った。でも当時の僕は、まだシンセサイザーの導入には疑問があったね。僕達はたくさんの曲で、こういう些末な単音のノイズを作るのに時間をかけてきたけど、ギターだけでやった方が良いんじゃないかって思っていた」とコメントしている。
B面曲「ベイビー・ドント・ユー・ドゥ・イット」はマーヴィン・ゲイの歌唱で知られる曲のカヴァーで、シングルには1971年12月のライヴ音源が収録され、スタジオ録音のヴァージョンは、アルバム『フーズ・ネクスト』（1971年）のリマスターCDにボーナス・トラックとして追加された。

## ミュージックビデオ
この曲のプロモーションビデオが、1972年6月25日、ウェンブリーにあるロンドン・ウィークエンド・テレビジョン・スタジオにで撮影された。監督は、ローリング・ストーンズ主催の『ロックンロール・サーカス』や、ビートルズの『レット・イット・ビー』で有名なマイケル・リンゼイ＝ホッグ。撮影にはザ・フーのファンクラブ会員が観客役として参加している。
映像の後半から、メンバーが観客の中に進んでいくシーンがあるが（キース・ムーンもドラムセットごと観客の中になだれ込んでいく）、これはタウンゼントがこの曲の歌詞にもこめていた「バンドと観客が一つになって共存する」というイメージを具現化したものである。このプロモーションビデオは、1972年7月13日にBBCの『トップ・オブ・ザ・ポップス』で放映された。

## 反響
全英シングルチャートでは9位に達し、バンドにとって11作目の全英トップ10シングルとなった。アメリカのBillboard Hot 100では17位を記録し、同チャートで自身5度目のトップ20入りを果たしている。
1990年にヴァージン・レコードから発売されたライヴ・アルバム『ジョイン・トゥゲザー』のヴァージョンは、同年にアナログ盤シングル(VS 1259)及びCDシングル(VSCDT 1259)としてもリリースされ、1990年3月31日付の全英シングルチャートで100位を記録した。

## カヴァー
- スウィート - カヴァー・アルバム『New York Connection』（2012年）に収録[12]。